# Questione della lingua a Ragusa

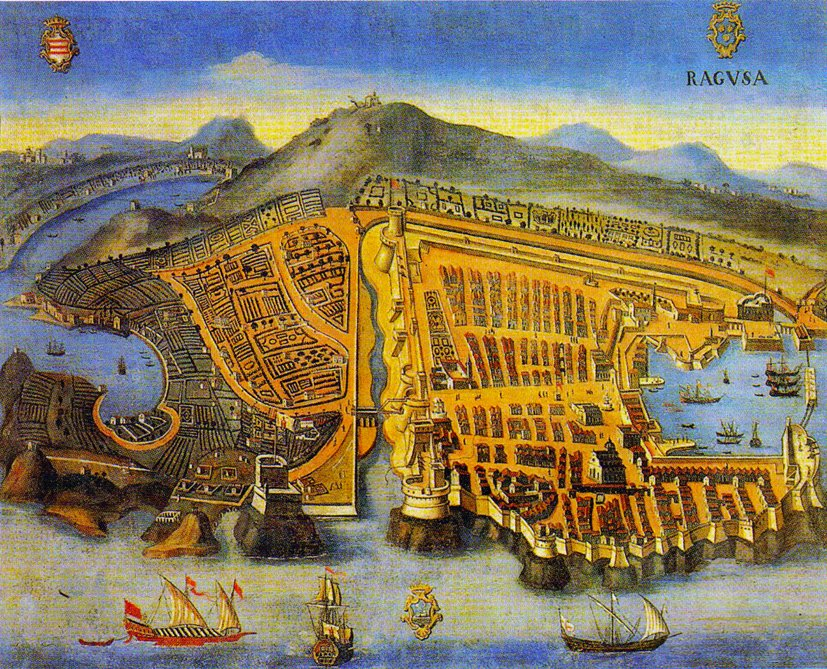
Vista di Ragusa alla metà del XVII secolo.

Con questione della lingua a Ragusa s'intende l'analisi del repertorio linguistico della Repubblica di Ragusa, con particolare attenzione al parlato. Tale questione assunse particolare importanza fra la metà del XIX e la metà del XX secolo, quando l'allora nascente "risorgimento croato" (hrvatski narodni preporod) si scontrò con le istanze irredentistiche italiane: all'epoca ognuno dei due movimenti riteneva che il carattere nazionale fondamentale della Repubblica di Ragusa fosse alternativamente slavo (croato) o italiano, con conseguente inserimento della storia ragusea esclusivamente - o prevalentemente - in uno dei due alvei. Per tale motivo, è possibile trovare degli studi che deliberatamente deformarono le fonti o omisero di riportare ciò che non si attagliava con le proprie finalità ideologiche. Nei decenni più recenti la questione è finalmente rientrata in un ambito eminentemente scientifico e culturale. I linguisti croati sottolineano - con riferimento a Ragusa - l'intercambiabilità delle espressioni «lingua slava» e «lingua croata».
Dalle fonti risulta chiaramente il passaggio linguistico nel parlato, avvenuto a Ragusa nel corso del tempo: se fino al XV secolo è ipotizzabile ritenere la lingua latina o una lingua neoromanza come prevalente, verso gli inizi del 1500 la situazione è chiaramente mutata, ed in città la lingua slava è la più usata, oltre ad essere oramai considerata lingua naturale del luogo. Il latino prima e l'italiano poi si sono comunque mantenuti per secoli, divenendo lingue di cultura, di commercio e di potere, note quindi molto più agli uomini ed alle classi dominanti piuttosto che alle donne ed al popolo minuto.
Volendo riassumere invece quale fu la lingua scritta utilizzata dai ragusei nei vari ambiti, si possono rilevare in linea di principio i seguenti usi prevalenti:
- Ambito legale pubblico e privato: latino (e italiano)
- Corrispondenza diplomatica: latino (e italiano)
- Opere scientifico/filosofiche: latino (e italiano)
- Opere poetico/letterarie: slavo (e latino e italiano)
- Corrispondenza personale: italiano (e slavo e latino)

Tale suddivisione - nella particolarissima situazione linguistica di Ragusa, derivante sia dalla sua storia che dalla sua posizione geografica - fu dovuta a motivi di diffusione o di intrinseca tradizione dei generi, laddove il latino era da secoli lingua della cultura in Europa e l'italiano era considerato "lingua classica" al pari del latino. La scelta quindi dell'utilizzo nello scritto del latino, dell'italiano o della lingua slava di Ragusa era dovuta essenzialmente a motivi di "destinazione del prodotto".

## Inquadramento generale

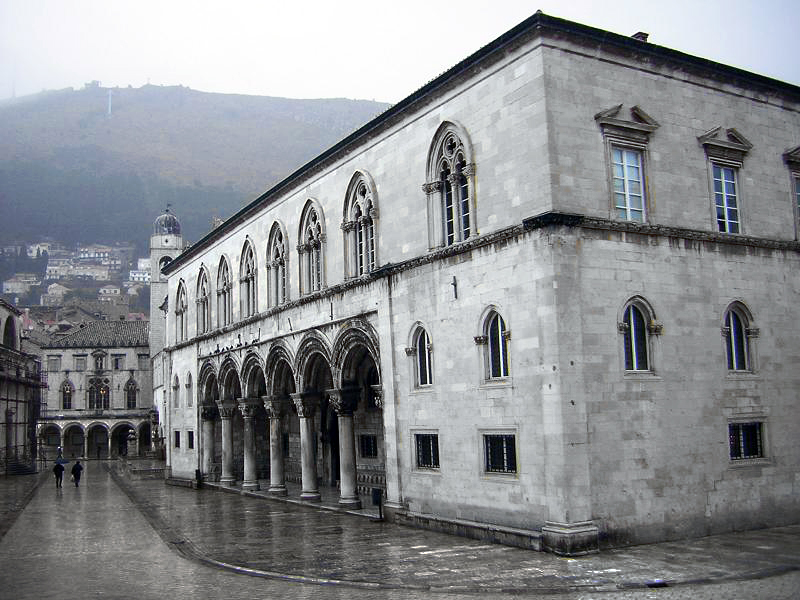
Il Palazzo dei Rettori della Repubblica di Ragusa. A sinistra in fondo Palazzo Sponza, l'antica zecca della Repubblica di Ragusa, oggi sede dell'Archivio storico cittadino

Fin dal tempo della dominazione romana, il mare Adriatico può essere considerato una via di comunicazione e di unità, piuttosto che di divisione: unità tanto più culturale ed economica che politica, la cui predominante influenza fluì per molti secoli dalla penisola italiana verso oriente. La presenza di comunità neoromanze lungo la costa della regione a partire dal periodo successivo alla caduta dell'Impero romano d'Occidente è testimoniata da vari testi, anche dopo le migrazioni slave del VI-VII e VIII secolo che occuparono la gran parte del territorio. A Ragusa l'utilizzo della lingua italiana - testimoniato dal fatto che gran parte dei documenti contenuti nell'archivio storico di Ragusa è in italiano - fu dovuto non solo al mantenimento d'un tradizionale legame col mondo romano, ma ad una comodità: l'italiano era la lingua commerciale dell'intero Mediterraneo. Questo legame divenne nel tempo anche un segno di distinzione: l'educazione della classe dirigente dalmata e ragusea prevedeva non solo la conoscenza del latino e dell'italiano, ma in moltissimi casi un periodo di studio presso le università della penisola, in modo particolare quella di Padova. Negli uffici pubblici ragusei si scriveva regolarmente in latino e in italiano, e le nobili famiglie ragusee non esitarono ad inventarsi in alcuni casi delle fantasiose ascendenze romane, onde collegarsi alle antiche gens dell'epoca antica. Ragusa fu - assieme a gran parte delle città della costa dalmata - un luogo di fioritura artistica di chiara impronta italiana, e decine di famosi scultori, pittori e architetti italiani vennero chiamati a prestare la propria opera nelle località dell'Adriatico orientale, così come tutti i maggiori artisti dalmati andarono a bottega in Italia o viaggiarono nella penisola per affinare le proprie capacità.

## La lingua parlata

### Le prime testimonianze
È estremamente difficile cogliere testimonianze inequivocabili sugli usi linguistici a Ragusa prima del XIII secolo. Nelle fonti alcune comunità della costa dalmata sono contraddistinte dall'appellativo Romani (in greco 'Ρωμᾶνοι), per distinguerle dalle altre comunità della zona: i Romei ('Ρωμαῖοι) - e cioè i Greci bizantini - e gli slavi, giunti nella regione fra il VI e l'VIII secolo. In un passo del De Administrando Imperio (composto fra il 948 e il 952), l'imperatore Costantino Porfirogenito circoscrisse il territorio abitato dai Romani alle città di Ragusa, Spalato, Traù, Zara, Arbe, Veglia e Ossero, cui va aggiunta Cattaro, citata espressamente dal geografo arabo Idrisi due secoli dopo.

#### Guglielmo di Tiro

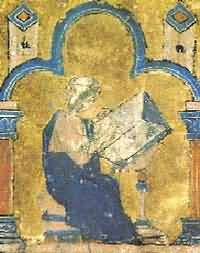
Guglielmo di Tiro scrive la sua Cronica.

Nella sua Cronica dal titolo Historia rerum in partibus transmarinis gestarum, Guglielmo di Tiro (1130 - 1186) così descriveva la Dalmazia all'epoca della prima crociata (1096 - 1099):
(Guillelmus Tyrensis, Historia rerum gestarum in partibus transmarinis, Liber II, Caput XVII)
Il passaggio più importante ai fini della conoscenza degli usi linguistici a Ragusa è relativo ai pochi che vivono nelle località marittime (paucis qui in oris maritimis habitant), i quali parlano un idioma latino (Latinum habent idioma). È probabile che Guglielmo di Tiro con "idioma latino" intendesse riferirsi ad una lingua romanza autoctona, tipica della costa dalmata: questa potrebbe quindi essere la prima testimonianza storica dell'esistenza del dalmatico.

#### Giovanni Conversini
Fra il 1384 e il 1387 fu cancelliere della Repubblica di Ragusa il ravennate Giovanni Conversini (Johannes quondam magistri Conversini de Fregnano), che in una sua testimonianza scritta si lamentò per il fatto di aver continuamente necessità di ricorrere all'interprete:
(Giovanni Conversini, Ioannis Conversini scripta de Ragusio, 166a)
Da questo passo la storiografia croata tendeva a dedurre che già all'epoca del Conversini fosse in uso quasi esclusivo la locale lingua slava; in anni più recenti, interpretazioni alternative (quali quelle di Diego Dotto e Bariša Krekić) hanno ipotizzato che il Conversini con l'espressione sermonis (...) barbari (linguaggio barbaro) si sarebbe invece riferito alla lingua romanza autoctona di Ragusa (lingua dalmatica).

### Le scritture notarili e i registri criminali
La grande maggioranza degli atti notarili ragusei oggi conservati nei pubblici archivi è scritta in latino e in volgare italiano, ma non mancano strumenti notarili in slavo. Interessanti appaiono gli atti compilati di propria mano senza l'ausilio del notaio, il che può dimostrare il tipo di conoscenza linguistica anche di ragusei non appartenenti alla classe nobiliare, che veniva educata precipuamente in latino e in italiano, anche se a partire dalla seconda metà del XIV secolo a Ragusa s'iniziarono ad assumere anche insegnanti di literae sclavichae. Di seguito si riportano due fra i molti esempi di testamenti autografi in volgare italiano.
Un certo Clime di Tomasino inizia il proprio testamento (15 febbraio 1348) come segue:
Così invece Alamançe, figlio di Andrea Alamano (11 luglio 1363):
Un registro criminale della fine del XIII secolo risulta fra i documenti più importanti: le trascrizioni delle deposizioni - dovute tutte alla mano del cancelliere Tomasino de Savere di Reggio Emilia - in tre casi annotano la lingua usata per uno dei discorsi riportati dai testimoni.
Un certo Michele di Gerdusia fra l'11 e il 12 settembre 1284 così dichiara:
(Liber de securitatibus, testificationibus et aliis actibus omnibus, c 123r)
Il 3 aprile 1285 si ritrova una testimonianza ancora più importante per due motivi: il dichiarante - un certo Adamus trivisanus de Castro Franco (Adamo trevigiano di Castelfranco) - è un famiglio del conte veneziano e non un autoctono, e l'annotazione della lingua usata è in originale e non in traduzione latina, come la testimonianza precedente:
(Liber de securitatibus, testificationibus et aliis actibus omnibus, c 75r)
Podhi s Bogo significa Va' con Dio. Il fatto che a riportarla sia un nativo di Castelfranco Veneto sta a indicare che il testimone doveva aver acquisito - nel periodo passato a Ragusa - almeno una competenza passiva nella lingua sclavonica, così come lo stesso cancelliere, che in modo del tutto eccezionale rispetto ai registri criminali ragusei del XIII e XIV secolo riporta una locuzione slava nella sua forma originale.
Nella stessa lite testimonia anche il nobile Mathias de Mençe:
(Liber de securitatibus, testificationibus et aliis actibus omnibus, c 149v)
Da questa dichiarazione si ricava espressamente che i servi del Mençe - essendo slavi - non conoscevano la lingua latina volgare, e di converso che alla servitù della casa ci si dovesse rivolgere unicamente in lingua sclavonica, conosciuta sicuramente da Mathias de Mençe anche per il fatto che nella testimonianza riesce chiaramente a riportare ciò che i servi si erano detti. Nella storia di Ragusa, questo è uno dei primi esempi di chiara indicazione di compresenza e di utilizzo di più registri linguistici parlati all'interno della stessa famiglia.
Singolare risulta - in tutt'altro contesto - la testimonianza del 14 luglio 1284 di Mattia di Marco de Mençe, il quale ricordando una questione legata alla vendemmia illegale compiuta ai danni delle sue vigne nel contado extraurbano di Belen, riferische che:
Da questo passaggio si denota l'utilizzo nell'area ragusea anche di altri registri linguistici come la lingua albanesca, oltre alla competenza almeno passiva di un nobile raguseo di fronte a questa lingua.

### I bandi pubblici
L'uso di proclamare gli avvisi importanti per il tramite di un bando pubblico è frequentissimo nella storia ragusea: centinaia e centinaia sono le registrazioni dei bandi tuttora contenute negli archivi della città: ma l'indicazione della lingua utilizzata in tali bandi è estremamente rara. Nella prima metà del XIV secolo risultano solo sei casi, che presentano due caratteristiche precipue: la registrazione dell'uso obbligatorio della lingua sclavonica e l'attinenza con questioni che chiamavano in causa proprio gli slavi. In un solo caso il bando è monolingue - e cioè solo nella lingua sclavonica - mentre nei rimanenti cinque casi è bilingue, utilizzando formule quali tam in lingua latina quam in sclavonesca, laddove con lingua latina s'intende il volgare.
Un esempio di tali bandi bilingui è il seguente:
Su ordine del conte di Ragusa il banditore del Comune deve proclamare che chiunque voglia venire a Ragusa per la festa di San Biagio lo possa fare ad eccezione di coloro che sono banditi per fatti de sanguine.
È quindi dimostrata la possibile presenza in città di comunità linguistiche che potevano avere forte difficoltà nella comprensione di un volgare italo-romanzo, ma in tutti e sei i casi di cui si parla è evidente il contesto: i bandi erano proclamati in lingua sclavonica o in questa e contestualmente nel volgare romanzo, unicamente quando i destinatari dei bandi stessi erano manifestamente degli slavi, che magari potevano essere di passaggio in città, come nel caso sopraindicato della festa di San Biagio.

### Testimonianze specifiche sull'uso del dalmatico

#### Filippo de Diversis
Il documento sicuramente più celebre ed importante sugli usi linguistici a Ragusa nel medioevo si ricava dall'opera - datata 1440 - Situs, aedificiorum, politiae et laudabilium consuetudinum inclitae civitatis Ragusii ad ipsius Senatum descriptio del lucchese Filippo de Diversis de Quartigianis, maestro di grammatica nella città fra il 1434 e il 1440.
All'interno di un passo in cui vengono descritte le procedure d'appello nei tribunali e le funzioni degli avvocati, Filippo de Diversis parla in questi termini della latina locutione Ragusinorum:
(Situs, aedificiorum, politiae et laudabilium consuetudinum inclitae civitatis Ragusii
ad ipsius Senatum descriptio, 1440)
Sono quindi direttamente attestate dal de Diversis tre registri linguistici a Ragusa: lo slavo (sclave), il volgare d'Italia (idiomate italico) e la lingua romanza autoctona di Ragusa (latina locutione Ragusinorum). È però un quadro solo virtuale in quello specifico contesto - e cioè l'uso linguistico del parlato nei Consigli e negli uffici di Ragusa da parte degli oratori - giacché l'unica lingua consentita è il dalmato-romanzo di Ragusa. In realtà però ad un'analisi più approfondita del testo si ricava che proprio lo slavo apparirebbe al De Diversis la lingua più ovvia, essendo inserita come prima alternativa al dalmato-romanzo: è solo la consuetudine (legis statuto qui è usato non nel senso di una norma statutaria positiva ed esplicita, ma di un diritto eminentemente consuetudinario) che relega lo slavo in secondo piano. Allo stesso modo, il volgare d'Italia è esplicitamente definito come "lingua di convergenza", di comunicazione cioè fra i ragusei e i non ragusei che provenivano dalla penisola italiana, come Filippo de Diversis.

#### Le deliberazioni del Consiglio dei Pregati
Il medesimo quadro trilingue è attestato ancora trent'anni dopo: fra il febbraio e il dicembre del 1472 nel Senato raguseo (Consiglio dei Pregati) si discusse su quale lingua gli arringatori dovessero usare nei Consigli.
Secondo le procedure interne al Consiglio dei Pregati, per addivenire ad una deliberazione dovevano essere formulate due proposte antitetiche (Prima pars est quod... Secunda pars est quod...), sulle quali si votava. Nella registrazione, a fianco della proposta che aveva raggiunto la maggioranza semplice, compariva di norma il numero dei voti favorevoli e contrari (Per... contra...); la proposta respinta era invece cassata con un tratto di penna o non seguita dall'indicazione dei voti espressi. Il Consiglio dei Pregati trattò due volte la medesima questione: la prima il 5 febbraio, la seconda il 21 dicembre 1472.
La prima recita come segue:
(Acta consilii rogatorum, V februarii 1472)
Con 19 voti contro 15 prevale quindi la proposta di mantenere lo status quo in ordine alle lingue utilizzate, anche se non risulta ben chiaro quale fosse la situazione. La proposta dimostra che gli usi linguistici non corrispondevano a quelli descritti da Filippo de Diversis: nel Consiglio dei Pregati non si usava solo la lingua ragusea ma anche altre varietà (alia). Oltre a ciò, è evidente che precedentemente non esisteva una prescrizione normativa in merito. Le due principali fonti sull'uso pubblico del dalmato-romanzo a Ragusa affermano quindi esattamente il contrario: probabilmente ciò è dovuto al fatto che il de Diversis diede una rappresentazione parziale degli usi linguistici nei consigli ragusei, forse a causa dell'influenza di quella parte del ceto aristocratico che aveva mantenuto nel proprio repertorio linguistico l'antica lingua romanza autoctona.
La seconda determinazione del Consiglio dei Pregati così recita:
La prima proposta è che nessuno possa usare per le arringhe altra lingua
se non la latina ragusea, pena il pagamento di un iperpero
per qualunque contravventore e in qualunque situazione. E che il signor
rettore debba comminare la pena dell'ammenda come debitori
in cancelleria ai contravventori. A favore 21 contrari ***.
La seconda proposta è che chiunque possa usare la lingua ragusea e quella italiana.»
Il cuore della questione non cambia: si tenta di imporre l'uso esclusivo (o quasi) della lingua ragusea. La lettura comparata delle tre deliberazioni di dicembre permette però di chiarire alquanto la situazione: nella prima deliberazione la prima proposta propone un uso libero del dalmato-romanzo (lingua vetus ragusea) e dell'italo-romanzo (lingua latina vulgaris), con la possibilità di chiedere di volta in volta una deroga alla legge attraverso un voto nel Minor Consiglio, vale a dire di usare lo slavo solo su licentia. Su tale proposta non vi fu però alcun voto. La seconda deliberazione invece vietava chiaramente l'uso dello slavo, e passò con 19 voti a favore e 15 contrari.
Nell'ultima deliberazione la prima proposta ripropone sostanzialmente la prima proposta della seconda deliberazione del 5 febbraio: piena esclusività per la lingua latina ragusea (con l'aggiunta della pena per i trasgressori della norma); la proposta alternativa è di usare sia il dalmato-romanzo sia l'italoromanzo; contrariamente a quanto era avvenuto nella seduta di dieci mesi prima, la prima proposta veniva approvata con 21 voti favorevoli, di conseguenza la proposta alternativa non venne votata. La lingua latina ragusea aveva avuto la meglio, almeno nel Consiglio dei Pregati, ma un'analisi approfondita del testo dimostra una situazione molto diversa: il dalmato-romanzo di Ragusa - lingua vetus (vecchia) - abbisogna di un provvedimento di tutela di fronte ad una lingua ragusea evidentemente nova (nuova), che non era l'italo-romanzo e di conseguenza non poteva che essere la lingua slava, che aveva sostituito il dalmato-romanzo non solo nei contesti informali ma anche in quelli formali come i Consigli; oltre a ciò, il dalmato-romanzo abbisognava di tutela anche di fronte all'italo-romanzo, che compare nelle formulazioni delle proposte messe al voto come opzione sostitutiva per la lingua latina ragusea, a motivo del suo largo uso nella sfera amministrativa del Comune.

#### Elio Lampridio Cerva

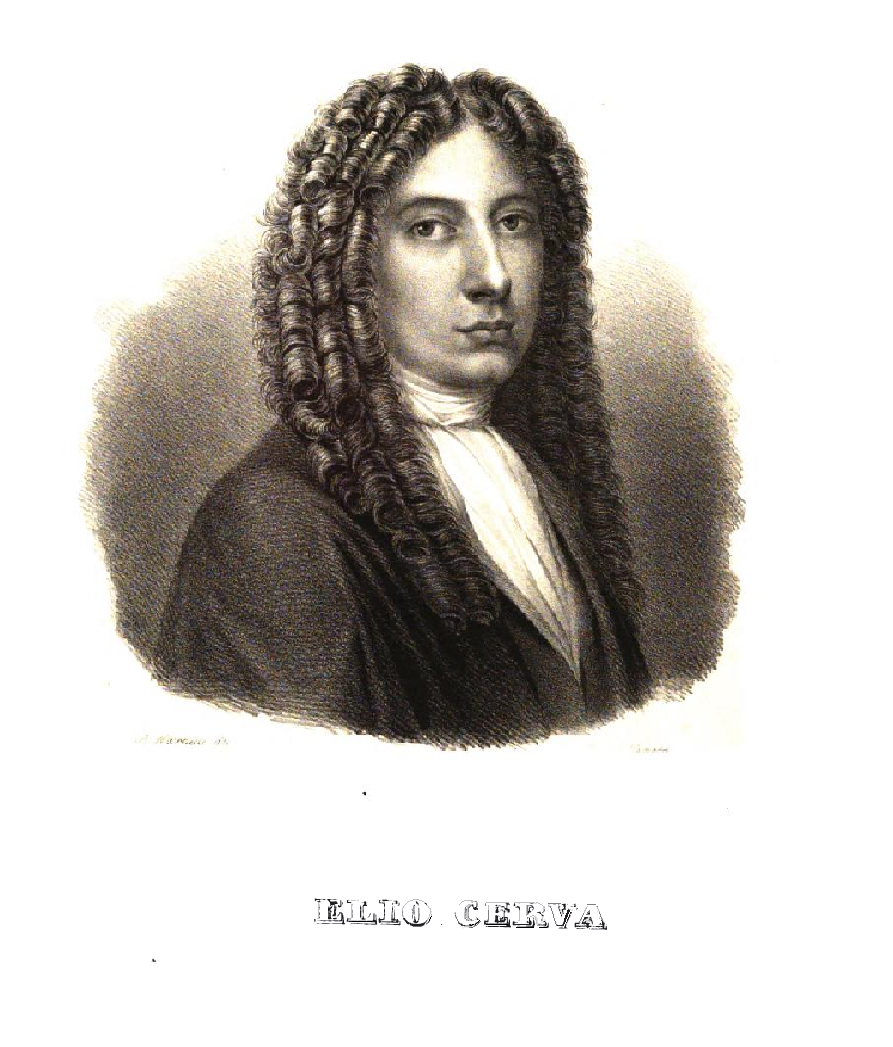
Elio Lampridio Cerva

La testimonianza del poeta e scrittore Elio Lampridio Cerva (1463-1520) segna idealmente la conclusione della storia del dalmato-romanzo a Ragusa. Per l'umanista, la lingua latina ragusea non è altro che un mero e vagheggiato ricordo:
(Elio Lampridio Cerva, cit. in Matteo Giulio Bartoli, Il Dalmatico, a cura di Aldo Duro, Roma, Istituto della Enciclopedia Italiana, 2000, p. 139.)
In questa lettera ad un amico, il Cerva parte dalla memoria degli antenati - che parlavano pubblicamente e privatamente il dalmatico - alla propria memoria, quando gli anziani (senes) dibattevano le cause nella lingua latina ragusea, al fine di arrivare ad affermare la discendenza romana della città e dei suoi primitivi abitanti, dei quali lui ritiene di essere diretto discendente: la questione di una lingua romanza autoctona diviene quindi argomento d'erudizione moderna. La lingua madre dei ragusei è divenuta oramai quella slava. In altri luoghi il Cerva si scagliò violentemente contro questa lingua, definita sprezzantemente stribiligo illyrica (sproloquio illirico), definendo altresì un poema scritto in tale lingua come "versi scimmieschi senza senso".

### Gli usi linguistici nei secoli successivi

#### XVI secolo
A partire dai primi anni del XVI secolo, nei registri degli atti del Consiglio dei Pregati appare regolarmente l'espressione lingua nostra per indicare la parlata slava di Ragusa: in altre occasioni si dà ordine al cancelliere di lingua slava del tempo di approntare dei documenti in idiomate nostro. In alcuni casi, lo slavo viene chiamato dalmaticus. Fra gli atti più eloquenti del periodo, una deliberazione del 21 maggio 1502, nella quale si designa il cancelliere per lo slavo come "el cancellerio idiomatis materni" (il cancelliere della lingua materna):
(Acta consilii rogatorum, 21 maggio 1502)
A conferma di tale quadro, il veneziano Benedetto Ramberti così rappresentò la situazione linguistica di Ragusa nella descrizione di un viaggio del 1533, uscita poi a stampa nel 1543:
(Benedetto Ramberti, Libri tre delle cose di Turchi, in Viaggi fatti da Vinetia, alla Tana, in Persia, in India, et in Costantinopoli (...), Aldus, in Vinegia 1543, pp. 123-124)
In un precedente passaggio, il Ramberti aveva affermato che in Dalmazia "usano tutti gli abitanti in essa la lingua schiava", per cui ne risulta un quadro di sostanziale uniformità linguistica, col bilinguismo che distingueva a Ragusa gli uomini dalle donne.
Nel 1553 il magistrato veneziano Giovanni Battista Giustiniani - inviato sindaco in Dalmazia - compila un Itinerario all'interno del quale riporta la situazione linguistica di varie località della costa dalmata. Per quanto riguarda Ragusa:
(Commissiones et relationes venetae, II, pp. 190-271)
L'aggettivo dalmatina in questo contesto indica la lingua slava, mentre lingua franca - nell'uso di Giustiniani - è sinonimo di italiana. Lungamente s'è discusso sul significato di lingua franca: risolutive sul tema furono infine le osservazioni di Gianfranco Folena: «è vero che a Ragusa la penetrazione del toscano era stata più profonda e che il veneto come lingua di cultura si stempera presto nel toscano, ma non par verosimile che per es. a Pirano a metà del '500 tutti gli abitanti parlassero un buon italiano. E credo che avesse ragione il Bartoli a vedere in questa lingua franca una parlata simile al veneziano, appunto quello che diciamo un veneziano coloniale, una Verkehrssprache. Per un cinquecentista il termine di «italiano» contrapposto a «schiavo», lingua materna, non è specifico ma generico, comprensivo del veneziano, sentito come varietà parlata dell'italiano».

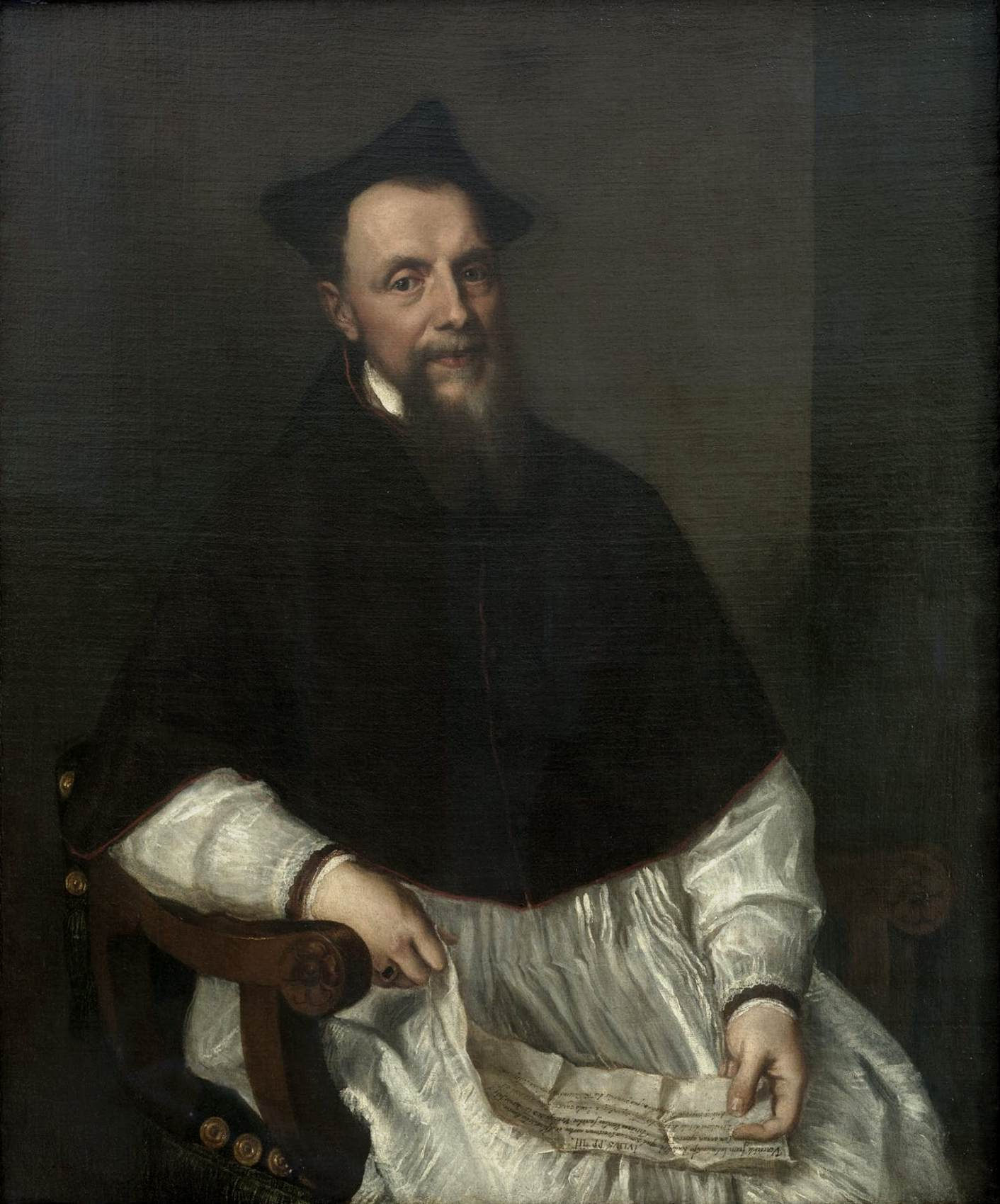
L'arcivescovo Ludovico Beccadelli, in un celebre ritratto di Tiziano del 1552.

In una lettera privata del 3 gennaio 1556, Ludovico Beccadelli (o Beccatelli) - arcivescovo di Ragusa dal 1555 al 1564 - racconta un proprio cruccio:
(Ludovico Beccatelli, Lettera a Gaspare Ponziglione)
In una relazione di autore anonimo veneziano del 1555 la situazione del parlato e dello scritto a Ragusa è ribadita ancora una volta:
(Commissiones et relationes venetae, III, pp. 70-74.)
Il quadro è descritto chiaramente, e per lo scritto è uguale al XIV secolo: il latino è la lingua dell'amministrazione, l'italiano è la lingua delle lettere. Per il parlato - a parte la descrizione del bilinguismo unicamente maschile - è interessante la descrizione della varietà italo-romanza in uso, percepita come una koiné composta da toscano, veneziano e lombardo (da interpretarsi come lingua volgare del nord Italia) e pugliese (da interpretare come lingua volgare del sud Italia).

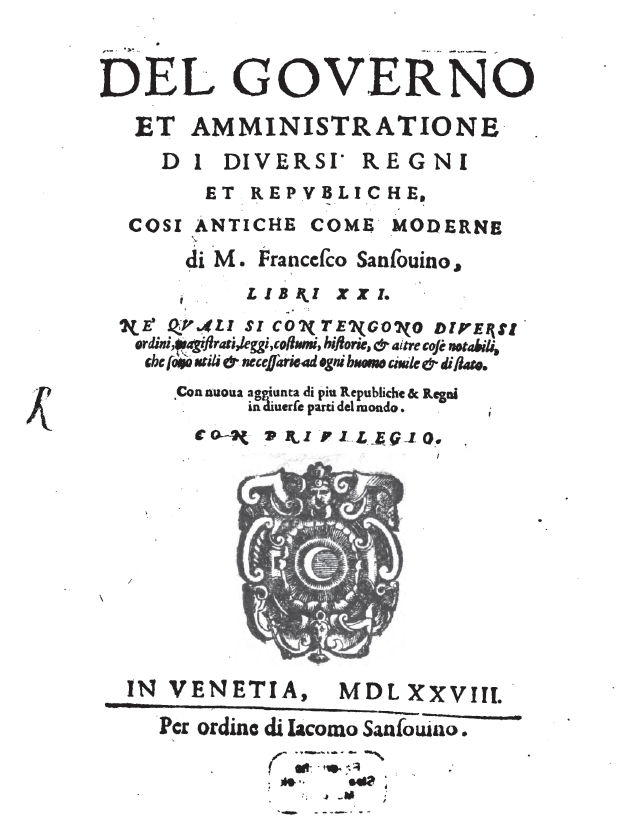
Francesco Sansovino, Del governo et amministratione di diversi regni et republiche (...)

Per certi aspetti molto simile alla precedente è la descrizione fornita nel 1578 da Francesco Sansovino:
(Francesco Sansovino, Del governo et amministratione di diversi regni et republiche così antiche come moderne, Venezia 1578)
Al 1582 risale una lettera indirizzata dal mercante raguseo Marco Temparizza al generale dei Gesuiti Claudio Acquaviva, che descrive il quadro religioso nell'area balcanica:
(Marco Temparizza, Lettera, 1582)
Interessante notare la differenza dalle altre fonti coeve: queste ultime si soffermano sul bilinguismo lingua slava/lingua volgare italiana, mentre il Temparizza riporta un quadro di plurilinguismo assai più complesso.
Nel 1595, il fiorentino Serafino Razzi manda alle stampe la sua Storia di Raugia, nella quale descrive gli usi linguistici nelle chiese ragusee durante la Quaresima:
(Serafino Razzi, Storia di Raugia, 1595)
La situazione è sostanzialmente identica alle fonti dello stesso secolo, con l'interessante annotazione sulle motivazioni relative al mantenimento della lingua italiana in alcuni contesti pubblici.
Del tutto singolare e significativa per la rappresentazione della lingua adottata dai nobili di Ragusa, fu la caricatura di un nobile raguseo delineata da Zuan Polo (pseudonimo di Giovan Paolo Liompardi), un celebre attore comico veneziano della prima metà del Cinquecento, che fa dire al raguseo i seguenti versi:
(Zuan Polo, Libero del Rado stizuso, Venezia 1533)
Lo scritto denota una serie di registri linguistici, impliciti ed espliciti: la pretesa di parlare "fiorentino" (italiano), la parlata dominata dal modello veneziano, l'esistenza di una lingua materna non italiana ricoperta dai due registri linguistici neoromanzi, e il risultato finale: una parlata ibrida (un con latro parlo mischulado).

#### XVII secolo

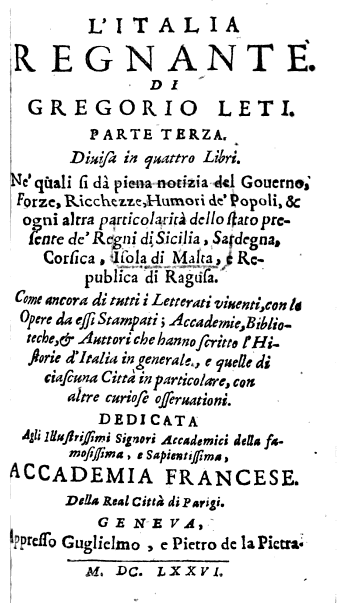
Gregorio Leti, L'Italia regnante

Nel 1676 il letterato lombardo Gregorio Leti pubblica a Ginevra il terzo volume della sua L'Italia regnante (...), nella quale così si esprime su Ragusa:
(Gregorio Leti, L'Italia regnante, Ginevra 1676, p. 39.)
È quindi riconfermata una volta in più la suddivisione sociolinguistica della Repubblica: la lingua materna è quella slava, ma gli uomini chiamati alle funzioni pubbliche imparano l'italiano e il latino, a differenza delle donne di qualsiasi rango, cui questo insegnamento è precluso.
Particolare fu la testimonianza sugli usi linguistici dei ragusei lasciataci dal nobile russo Pëtr Andreevič Tolstoj, che nel 1698 si fermò nella città dalmata in una sosta del suo viaggio che da Venezia l'avrebbe portato a Malta. Nel suo diario, Tolstoj afferma che i ragusei "conoscono l'italiano oltre allo slovinski, ma si sentono croati".

#### XVIII secolo
Ulteriore ed ultima conferma sugli usi oramai plurisecolari di vari registri linguistici nella città di Ragusa legati al genere sessuale e al rango sociale - a petto di un substrato comune dato dalla lingua materna slava - è data da un'anonima relazione del secolo XVIII:
(Relazione anonima, XVIII secolo)

### Schema riassuntivo sulla lingua parlata
Di seguito un quadro riassuntivo di tutte le testimonianze e di tutte le rilevazioni della lingua parlata a Ragusa qui reperite, in ordine cronologico dalla più antica alla più recente:
| Anno o secolo   | Fonte | Lingua scritta utilizzata dalla fonte | Lingua parlata a Ragusa citata dalla fonte | Note |
| --------------- | --- | ------------------------------------- | --- | --- |
| 948-952         | Costantino Porfirogenito De Administrando Imperio                                                         | Greco                                 | Latino / lingua neoromanza (?) | Secondo la fonte, la città era abitata da Romani. |
| 1095-1183       | Guglielmo di Tiro Historia rerum in partibus transmarinis gestarum                                        | Latino                                | Latino o dalmatico | |
| XIV secolo      | Bandi pubblici                                                                                            | Latino                                | Volgare (dalmatico o italiano) in piccola parte slavo | |
| 1384-1387       | Giovanni Conversini Ioannis Conversini scripta de Ragusio                                                 | Latino                                | Dalmatico | Un tempo si riteneva che questa fonte testimoniasse sull'uso di una lingua slava. |
| 1300-1400       | Scritture notarili e registri criminali ragusei                                                           | Latino e italiano                     | Volgare italiano. Notizie sull'utilizzo di una lingua slava | |
| 1440            | Filippo De Diversis Situs, aedificiorum, politiae et laudabilium consuetudinum inclitae civitatis Ragusii | Latino                                | Dalmatico | La fonte segnala specificamente l'uso del dalmatico nei consessi pubblici ufficiali. |
| 1472 (febbraio) | Consiglio dei Pregati                                                                                     | Latino                                | Dalmatico e altre | Si statuisce di non obbligare all'uso del solo dalmatico nei consessi pubblici. |
| 1472 (dicembre) | Consiglio dei Pregati                                                                                     | Latino                                | Dalmatico | Si statuisce l'obbligo dell'uso del solo dalmatico nei consessi pubblici, e il divieto d'uso della lingua slava. Si capisce quindi che in tali occasioni venivano usate anche lingue diverse (slavo e italiano). |
| 1500 ca.        | Elio Lampridio Cerva Lettera ad un amico                                                                  | Latino                                | Lingua slava | Cerva scrive in latino e chiama la lingua slava di Ragusa scythicus sermo (lingua scitica). |
| 1502            | Consiglio dei Pregati                                                                                     | Latino                                | Lingua slava | La lingua slava è definita idiomate nostro (lingua nostra). In alcuni atti coevi è usata anche la forma dalmaticus (dalmatico).                                                                                  |
| 1533            | Benedetto Ramberti Libri tre delle cose di Turchi                                                         | Italiano                              | Lingua slava comune a tutti. Gli uomini parlano anche l'italiano | |
| 1553            | Giovanni Battista Giustiniani Itinerario                                                                  | Italiano                              | Lingua slava e lingua italiana | La fonte chiama la lingua slava dalmatina e quella italiana franca. |
| 1555            | Anonimo Relazione                                                                                         | Italiano                              | Lingua slava comune a tutti, essendo lingua nativa. Gli uomini parlano anche l'italiano                                                                                 | La lingua latina è utilizzata nei documenti pubblici, mentre l'italiano è utilizzato nella corrispondenza. |
| 1556            | Ludovico Beccadelli Lettera                                                                               | Italiano                              | I gentiluomini conoscono l'italiano, ma il popolo parla solo lo slavo. Le donne non parlano altro che lo slavo.                                                         | |
| 1578            | Francesco Sansovino Del governo et amministratione di diversi regni (...)                                 | Italiano                              | Lingua slava utilizzata fra i ragusei. Tutti i giovani conoscono la lingua italiana: non però le donne.                                                                 | La lingua italiana è chiamata dai ragusei "Franca". Molti studiano il latino. |
| 1582            | Marco Temparizza Lettera                                                                                  | Italiano                              | La lingua slava è comune a tutta la Dalmazia. A Ragusa si parlano per necessità di commercio o per vicinanza anche altre lingue: segnatamente turco, valacco e albanese | |
| 1595            | Serafino Razzi Storia di Raugia                                                                           | Italiano                              | Lingua slava comune a tutti. Gli uomini parlano anche l'italiano | Le donne di Ragusa non intendono l'italiano, lingua che si manterrebbe per dimostrare l'ascendenza romana e italiana della città.                                                                                |
| 1676            | Gregorio Leti L'Italia regnante                                                                           | Italiano                              | Lingua slava comune a tutti. Gli uomini chiamati alle funzioni pubbliche parlano l'italiano e il latino.                                                                | Alle donne è preclusa la conoscenza dell'italiano e del latino, da loro non inteso. |
| 1698            | Pëtr Andreevič Tolstoj Diario                                                                             | Russo                                 | Slovinski e italiano. | I ragusei si sentono croati. |
| XVIII secolo    | Anonimo Relazione                                                                                         | Italiano                              | Lingua slava comune a tutti. Gli uomini di alto lignaggio parlano anche l'italiano                                                                                      | L'italiano parlato dai nobili ragusei è un misto di romano e napoletano. |

## La lingua scritta

### Lingua scritta in ambito legale e diplomatico

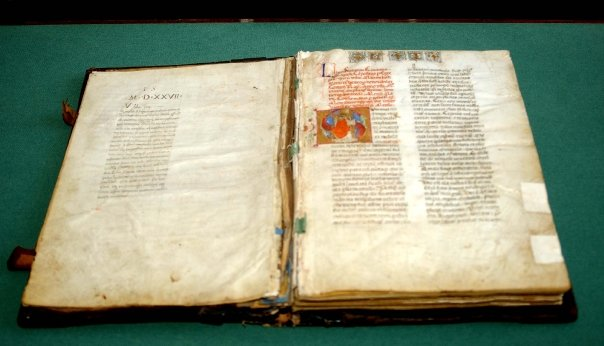
Il Liber statutorum civitatis Ragusii (copia del XVI secolo)

Le quattro principali raccolte giuridiche ragusee, e cioè il Liber statutorum civitatis Ragusii (dal 1272 fino al 1300 circa), il Liber omnium reformationum (1300 - 1358 circa), il Liber Viridis (1358 - 1460) e il Liber Croceus (1460 - 1803) - contengono testi dapprima esclusivamente in lingua latina, poi in latino ed in italiano e infine - a partire dal 1480 circa - quasi esclusivamente in lingua italiana. L'italiano divenne nei secoli la lingua privilegiata in tutti gli ambiti legali, sia pubblici che privati, sopravvivendo in città anche alla caduta della Repubblica (1808), per gran parte del XIX secolo.
Lo stesso excursus si rileva anche in ambito diplomatico: al latino come lingua si sostituì nel XV secolo quasi esclusivamente l'italiano come lingua di corrispondenza fra gli ambasciatori ragusei e la Repubblica, così come il latino e l'italiano furono le lingue usate quasi esclusivamente nei rapporti interstatali con le varie potenze europee. Esistono anche esempi di uso diplomatico del volgare veneziano: testimonianza dell'espansione del cosiddetto "veneziano da mar" - lingua veneziana in uso lungo le coste prima dell'Adriatico orientale e poi del Mar Mediterraneo - anche in zone non soggette alla dominazione veneziana.

### La lingua scritta in ambito scientifico e letterario
Secondo quanto riportato dall'Appendini, nel XV secolo il Senato raguseo - vista la cattiva conoscenza della lingua latina in città - decise di chiamare dall'Italia dei maestri che venissero ad insegnarla. Il primo di essi fu quindi il già citato Filippo de Diversis, seguito da un nutrito numero di dotti letterati. Fra essi si ricordano in particolare Senofonte Filelfo, Girolamo, Aurelio e Giovanni Battista Amalteo, Nascimbene Nascimbeni, Girolamo Calvo, Camillo Camilli, Francesco Serdonato, Giacomo Flavio Dominici, Lorenzo Regini e vari altri. Questi svolsero varie funzioni: oltre ad essere maestri di retorica, parecchi divennero anche segretari o cancellieri; ad essi vanno aggiunti i vari vescovi di Ragusa, che per antica disposizione non potevano essere dei ragusei e di conseguenza provennero quasi esclusivamente dall'Italia, favorendo ulteriormente lo studio e la conoscenza del latino e dell'italiano. Per completare il quadro, va ricordato che fin dal tardo XIII secolo Ragusa fece arrivare dall'Italia i vari notai, per sovrintendere non solo a tutte le funzioni legate alla produzione dei documenti di cancelleria, riguardanti cioè l'azione di governo dell'istituzione comunale, ma anche a quelli inerenti alle azioni giuridiche stipulate dai cittadini o dai forestieri abitanti a Ragusa.
Il vero e proprio culto dei ragusei per il latino (e poi per l'italiano), come già precisato era dovuto a diverse cause: sia storiche – la fondazione della città dai profughi romani di Epidauro – che di prestigio locale e internazionale – l'utilizzo del latino per distinguersi dai popoli dell'interno (considerati rozzi) e per risultare simili agli stati dell'Europa occidentale – che pratici – l'utilizzo dell'italiano in quanto lingua franca per il commercio in gran parte del bacino del Mediterraneo, quando la lingua slava di Ragusa non era ancora stata codificata nella sua struttura grammaticale e sintattica. La fioritura di tutte le arti nell'Italia rinascimentale fu poi fondamentale nella sua influenza su tutte le forme artistiche dalmate, ed in modo particolare ragusee.
Non sorprende quindi che la produzione artistico-letteraria dei ragusei rifletté continuamente questa molteplice realtà plurilinguistica. Molti sono gli autori che utilizzarono diverse lingue per i loro scritti. I paragrafi seguenti forniscono un'analisi più puntuale degli usi linguistici scritti dei più significativi autori ragusei.

#### Storici
Melezio (1350 ca.)
Melezio (Miletius) è ritenuto il primo storico raguseo. L'Appendini lo considerava vissuto nel XII secolo, ma in realtà l'unica sua opera a noi pervenuta - una storia di Ragusa in versi - è stata composta all'incirca nel 1340. Melezio scrisse in lingua latina.
Ludovico Cerva (1459-1527)

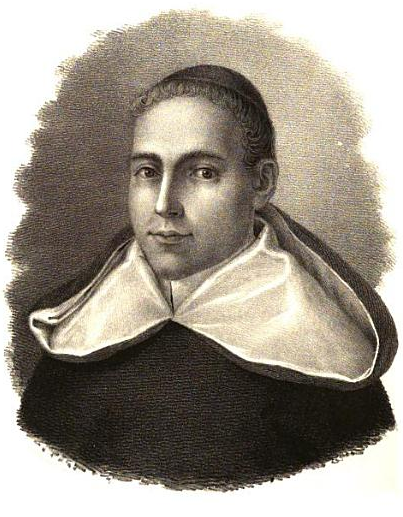
Serafino Cerva

Fu chiamato Sallustio raguseo per la sua opera più famosa: un commentario dei suoi tempi (Ludovici Tuberonis commentariorum de rebus, quae temporibus eius in illa Europae parte, quam Pannonii et Turcae eorumque finitimi incolunt, gestae sunt), scritto all'incirca nel 1520 e pubblicato per la prima volta a Francoforte nel 1603. Ludovico Cerva (conosciuto anche come Cervario Tuberone) scrisse in latino.
Giacomo Luccari (1551-1615)
Ambasciatore e in seguito rettore della Repubblica, Luccari pubblicò nel 1605 a Venezia il suo capolavoro -in lingua italiana- dal titolo di Copioso ristretto degli annali di Rausa.
Serafino Cerva (1696-1759)
Considerato uno dei più importanti storici ed eruditi ragusei, compose uno svariato numero di opere in lingua latina, fra le quali si ricorda soprattutto la sua Bibliotheca Ragusina, in qua Ragusi scriptores, eorum gesta et scripta recensetur: una raccolta di 453 biografie di notabili ragusei.

#### Poeti e scrittori
Sigismondo Menze (1457-1527)

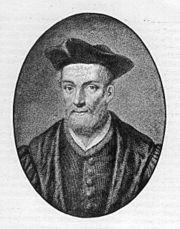
Sigismondo Menze

Ignazio Giorgi definì Sigismondo Menze e il suo coetaneo Giorgio Darsa come il Dante e il Boccaccio della lingua illirica. Ispirandosi ai poeti latini e italiani, il Menze compose svariate opere, pubblicate quasi tutte fra il XIX e il XX secolo, utilizzando esclusivamente la lingua slava di Ragusa.
Giorgio Darsa (1461-1501)
Oggi considerato uno dei padri della letteratura croata, Giorgio Darsa (zio di Marino) compose le sue poesie di stile amoroso trobadorico in lingua slava.
Elio Lampridio Cerva (1463-1520)
Il già citato Elio Lampridio Cerva fu il più importante e facondo poeta di lingua latina del rinascimento in Dalmazia, autore di una notevole mole di versi di matrice accademica, che gli valsero la concessione della corona d'alloro in Campidoglio.
Mauro Vetrani (1482-1576)
Poeta molto prolifico, il Vetrani - frate benedettino del monastero di Meleda - ha lasciato oltre 4300 versi di vario tipo, tutti in lingua slava. Oggi è considerato uno dei capostipiti della letteratura poetica croata.
Marino Darsa (1508-1567)
Marino Darsa è uno dei più importanti scrittori dell'intera storia letteraria croata, nonché uno dei pochi autori teatrali rinascimentali ragusei regolarmente tradotti e rappresentati nei vari teatri del mondo. Commediografo di grande fama in vita, ha lasciato solo opere in lingua slava. Riguardo ai diversi registri linguistici parlati a Ragusa, risulta interessante la lettura della sua commedia Novela od Stanca (in italiano tradotta come La beffa di Stanac): un contadino delle campagne di Ragusa si reca in città, dove diviene zimbello di un gruppo di giovani sfaticati rampolli della nobiltà ragusea. Tutti i personaggi parlano una lingua slava, ma uno dei modi attraverso i quali i giovani si prendono beffe del contadino è l'utilizzo di un registro linguistico "alto", infarcito di italianismi e di frasi strutturalmente complesse, il cui significato è ignoto al povero Stanac, o viene da esso travisato creando delle gustose situazioni comiche.
Savino de Bobali (1530-1585)

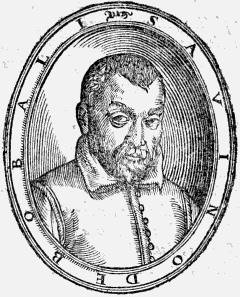
Savino de Bobali

Considerato primo poeta manierista raguseo, Savino de Bobali compose oltre duecentocinquanta sonetti in lingua italiana, pubblicati solo dopo la sua morte. Solo in anni recenti sono stati ritrovati i testi di un poema, alcune canzoni e due sue lettere in lingua slava.
Domenico Ragnina (1536-1607)
Membro di una delle più importanti famiglie nobili ragusee, Domenico Ragnina fu scrittore e uomo politico, autore di un celebre canzoniere in lingua slava - Piesni razlike (Canzoni varie), stampato a Firenze nel 1563 - e di qualche sonetto in italiano, oltre che di una serie di traduzioni di varie poesie latine in lingua slava.
Michele Monaldi (1540 ca.-1592)
Celebre poeta e filosofo dei suoi tempi, il Monaldi fu uno dei fondatori della nota Accademia dei Concordi di Ragusa, che sulla scia delle coeve accademie italiane propugnava lo studio dei classici e la creazione di una nuova poetica. I suoi scritti - tutti in lingua italiana - vennero pubblicati solo dopo la sua morte.
Domenico Slatarich (1558-1613)

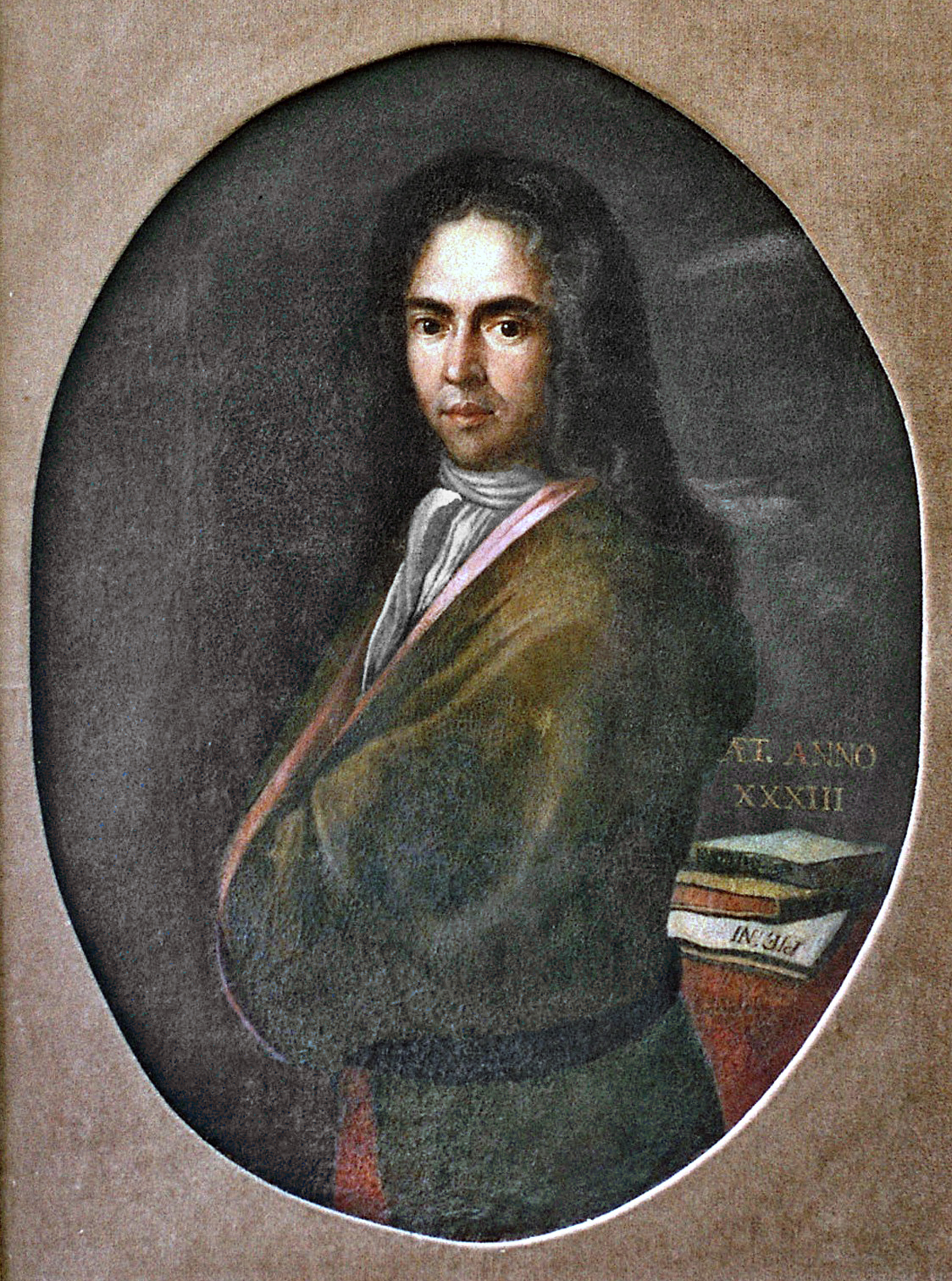
Giovanni Francesco Gondola

Poeta in italiano e slavo, lo Slatarich è però più noto per le sue importanti traduzioni nella lingua slava di Ragusa, che egli espressamente definì "croata": iz veće tuđijeh jezika u hrvacki izložene - "da molte lingue straniere tradotte in croato".
Giovanni Francesco Gondola (1588-1638)
Tra i massimi esponenti della storia letteraria in lingua croata, Giovanni Francesco Gondola fu uomo politico e poeta. La sua produzione fu notevole, ma parte delle sue opere –soprattutto quelle giovanili– è andata perduta. Il suo poema epico Osman è considerato fra le opere più importanti della letteratura croata. Scrisse quasi unicamente in lingua slava, anche se due sue lettere in qualità di magistrato pubblico al servizio della Repubblica sono in lingua italiana.
Giovanni Serafino Bona (1591-1658)
Appartenente ad un ramo di una nobile famiglia, Giovanni Serafino Bona fu uomo politico e poeta di ispirazione prevalentemente petrarchesca. Tutte le sue opere sono in lingua slava.
Giunio Palmotta (1607-1657)

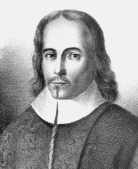
Giunio Palmotta

Scrittore, drammaturgo e traduttore, Giunio Palmotta –nipote di Giovanni Francesco Gondola– per le sue opere si ispirò soprattutto ai grandi autori del passato quali Ovidio, Virgilio, Tasso e Ariosto. Le sue opere sono in lingua slava.
Raimondo Cunich (1719-1794)
Celebre grecista della sua epoca, Raimondo Cunich fu traduttore e poeta rigorosamente in lingua latina.
Giunio Resti (1755-1814)
Nobile raguseo, il Resti fu versato in latino e greco, lasciando una serie di poemi latini pubblicati dall'Appendini a Padova dopo la sua morte.

#### Eruditi, filosofi, scienziati e matematici
Benedetto Cotrugli (1416-1469)
Mercante, economista e diplomatico, Benedetto Cotrugli è passato alla storia come primo autore di un testo espressamente dedicato all'attività del mercante, dal titolo Della Mercatura e del Mercante Perfetto, in lingua italiana. Scrisse anche il De Navigatione, in latino.
Nicolò Vito di Gozze (1549-1610)

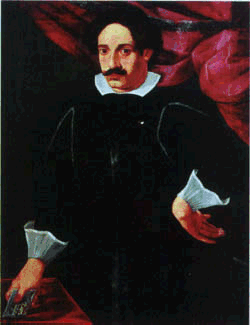
Nicolò Vito di Gozze

Membro di una delle più potenti famiglie ragusee, Nicolò Vito di Gozze fu un filosofo ed uomo politico della Repubblica. Influenzato dalle correnti tardo-rinascimentali italiane, compose una serie di opere fin dalla più giovane età, in maggior parte in italiano, ma anche in latino.
Marino Ghetaldi (1568-1626)
Illustre matematico e scienziato, visse fra Ragusa e varie località dell'Europa. Ghetaldi pubblicò una serie di lavori scientifici, esclusivamente in lingua latina. Ugualmente in latino furono le sue composizioni poetiche, gran parte di esse mai edite durante la sua vita.
Stefano Gradi (1613-1683)

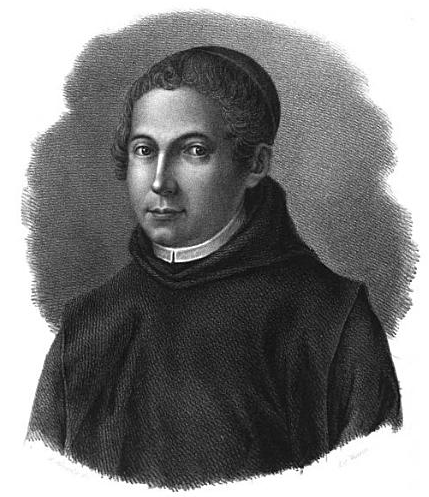
Anselmo Banduri

L'attività letteraria dello scienziato, filosofo e matematico Stefano Gradi fu - per la sua epoca - enorme: oltre novanta opere e una serie di traduzioni in varie lingue. I suoi saggi sono in lingua latina, così come sono in latino i suoi carmi, in gran parte inediti fino alla sua morte.
Anselmo Banduri (1671-1743)
Numismatico e studioso d'antichità, il Banduri ha lasciato una serie di opere di vario tipo, tutte scritte in latino.
Ignazio Giorgi (1675-1737)
Erudito e letterato, Ignazio Giorgi è uno dei più facondi scrittori ragusei. Al suo attivo ha decine di opere di natura poetica, storica, teologica e scientifica. Scrisse indistintamente sia in italiano, che in latino che nella lingua slava: utilizzò le prime due per le opere d'erudizione e - parzialmente - per le poesie, mentre la lingua slava fu utilizzata per una serie di carmi e poemi di vario tipo.
Sebastiano Dolci (1699-1777)
Erudito e filosofo francescano molto noto ai suoi tempi anche come predicatore, scrisse una serie di opere in latino e in italiano, ma anche un quaresimale in lingua slava, oltre a una dissertazione sull'antichità e l'importanza di quest'ultima lingua, pubblicata a Venezia nel 1754 col titolo De Illyricae linguae vetustate et amplitudine.

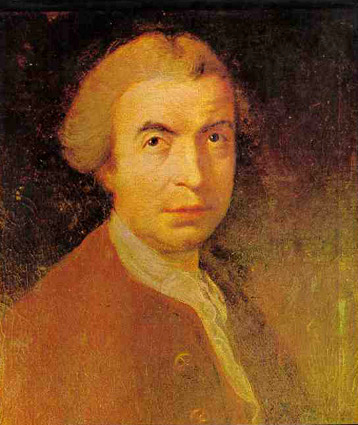
Ruggiero Giuseppe Boscovich

Ruggiero Giuseppe Boscovich (1711-1787)
Il Boscovich fu senza alcun dubbio l'intellettuale raguseo più importante della storia. Coltivò vari interessi, ma primeggiò nella matematica, nella fisica e nell'astronomia, divenendo uno degli scienziati europei più famosi del suo tempo. La sua vicenda personale è in qualche modo paradigmatica della situazione linguistica ragusea: figlio di un mercante della Bosnia e di una ragusea di ascendenze italiane, nelle lettere che scambia col fratello Bartolomeo passa dall'italiano alla lingua slava di Ragusa con naturalezza. È interessante notare che in un'occasione egli chiama nostra lingua una lingua slava. Allo stesso modo, nel suo Giornale di un viaggio da Costantinopoli in Polonia, passando in un piccolo villaggio della Bulgaria Boscovich racconta che "la lingua del paese è un dialetto della lingua Slava, la quale essendo anche la mia naturale di Ragusa, ho potuto farmi intendicchiare da loro". Nonostante la maggior parte delle opere scientifiche di Boscovich sia in lingua latina, egli scrisse molti testi anche in italiano nonché qualcuno in francese. Oltre a ciò, compose delle poesie di vario tipo in latino e italiano.
Benedetto Stay (1714-1801)
Contemporaneo del Boscovich - del quale fu amico – Benedetto Stay fu un dotto uomo di chiesa, autore di due poemi in lingua latina e di varie altre opere di erudizione di varia tipologia, sempre in latino.

### Schema riassuntivo sulla lingua scritta
Di seguito un quadro riassuntivo della lingua scritta utilizzata da storici, poeti, scrittori e scienziati ragusei qui ricordati, in ordine cronologico.
| Anno          | Autore                                                | Lingua utilizzata       | Eventuali altre lingue utilizzate | Note |
| ------------- | ----------------------------------------------------- | ----------------------- | --------------------------------- | --- |
| 1350 ca.      | Melezio (Storico)                                     | Latino                  |                                   | |
| 1416-1469     | Benedetto Cotrugli (Economista)                       | Italiano                | Latino                            | |
| 1457-1527     | Sigismondo Menze (Poeta)                              | Slavo                   |                                   | |
| 1459-1527     | Ludovico Cerva (Storico)                              | Latino                  |                                   | |
| 1461-1501     | Giorgio Darsa (Poeta)                                 | Slavo                   |                                   | |
| 1463-1520     | Elio Lampridio Cerva (Poeta)                          | Latino                  |                                   | |
| 1482-1576     | Mauro Vetrani (Poeta)                                 | Slavo                   |                                   | |
| 1508-1567     | Marino Darsa (Commediografo)                          | Slavo                   |                                   | |
| 1530-1585     | Savino de Bobali (Poeta)                              | Italiano                | Slavo                             | |
| 1536-1607     | Domenico Ragnina (Poeta)                              | Slavo                   | Italiano                          | |
| 1540 ca.-1592 | Michele Monaldi (Poeta)                               | Italiano                |                                   | |
| 1549-1616     | Nicolò Vito di Gozze (Filosofo)                       | Italiano                | Latino                            | |
| 1558-1613     | Domenico Slatarich (Poeta)                            | Slavo                   | Italiano                          | |
| 1568-1626     | Marino Ghetaldi (Matematico)                          | Latino                  |                                   | |
| 1588-1638     | Giovanni Francesco Gondola (Poeta)                    | Slavo                   |                                   | Del Gondola rimangono due lettere manoscritte, in lingua italiana.                                                                                               |
| 1591-1658     | Giovanni Serafino Bona (Poeta)                        | Slavo                   |                                   | |
| 1607-1657     | Giunio Palmotta (Poeta)                               | Slavo                   |                                   | |
| 1613-1683     | Stefano Gradi (Filosofo)                              | Latino                  |                                   | Gradi fu scienziato, filosofo, teologo, matematico e poeta. |
| 1671-1743     | Anselmo Banduri (Numismatico)                         | Latino                  |                                   | |
| 1675-1737     | Ignazio Dolci (Filosofo e letterato)                  | Italiano, latino, slavo |                                   | Dolci scrisse in italiano e in latino le opere di natura scientifica, prevalentemente in lingua slava le poesie. Non è possibile indicare una lingua prevalente. |
| 1696-1759     | Serafino Cerva (Storico)                              | Latino                  |                                   | |
| 1711-1787     | Ruggiero Giuseppe Boscovich (Scienziato e matematico) | Latino e italiano       | Slavo                             | Boscovich afferma che lo slavo è la sua lingua naturale. Lui la utilizza per iscritto in alcune lettere.                                                         |
| 1714-1801     | Benedetto Stay (Erudito)                              | Latino                  |                                   | |
| 1719-1794     | Raimondo Cunich (Poeta)                               | Latino                  |                                   | |
| 1755-1814     | Giunio Resti (Poeta)                                  | Latino                  |                                   | |